# Phytochrome
Un phytochrome est un photorécepteur présent chez toutes les plantes terrestres, des algues streptophytes, des cyanobactéries et autres bactéries, des mycètes et diatomées.

## Structure

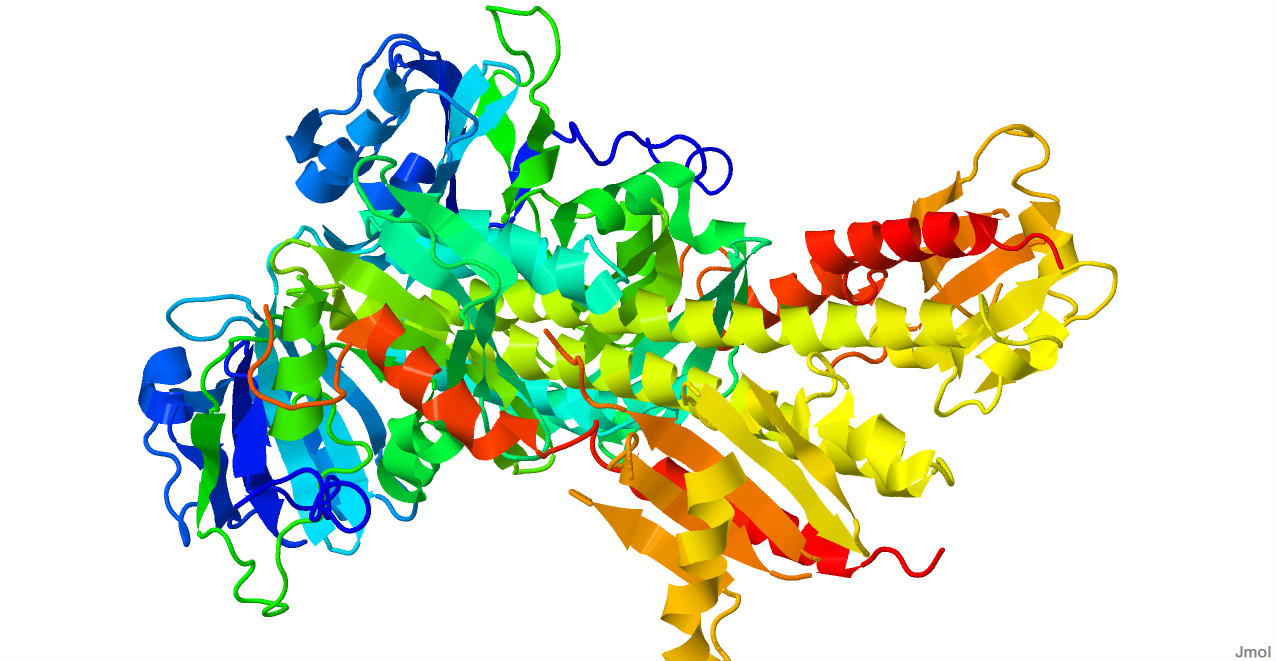
Structure cristalline du Phytochrome bactérien (dimère).

Il s'agit d'une chromoprotéine dimérique constituée de deux apoprotéines d'environ 125 kDa, chacune associée à un groupement prosthétique, le chromophore. Ce dernier est un tétrapyrrole linéaire, appelé phytochromobiline chez les angiospermes.
5 isoformes (phyA-phyE) codées par 5 gènes différents ont été décrits chez Arabidopsis thaliana, chacun ayant un rôle spécifique pour le développement de la plante.

## Synthèse
Le chromophore est synthétisé dans les plastes, via une voie métabolique liée à la synthèse de la chlorophylle. Il est ensuite exporté vers le cytosol, où il s'associe avec l'apoprotéine au niveau d'un résidu Cys (lien thioester).

## Fonctionnement et signalisation

### Photoréversibilité
Le phytochrome existe sous deux formes. La transition d'une forme à l'autre est provoquée par la longueur d'onde perçue (photoréversibilité) :
- Pr (pour red) : la forme inactive, dont le maximum d'absorption se situe à 660 nm (rouge).
- Pfr (pour far red) : la forme active, dont le pic d'absorption se situe à 730 nm (rouge lointain).

Dans la conformation Pfr, un domaine possédant une activité de localisation nucléaire est actif, celui-ci étant inhibé dans l'état Pr. La protéine migre alors vers le noyau, où elle interagit avec des facteurs de transcription, induisant une réponse transcriptionnelle. Il peut également agir dans le cytosol.

### Mode d'action

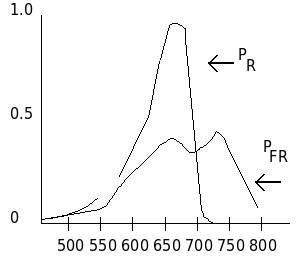
Diagramme d'absorbtion du phytochrome de l'avoine (Absorbance en fonction de la longueur d'onde)(Devlin, 1969)

phyA et phyB sont les isoformes les plus actifs chez Arabidopsis et dont le mode d'action est le mieux connu. Les phytochromes dans la conformation Pr passent sous la forme Pfr sous irradiation rouge (620-700 nm). Ce changement de conformation s'effectue à partir du chromophore. L'isomérisation cis-trans d'une double liaison dans celui-ci modifie les interactions non covalentes autour du chromophore, induisant des changements importants au niveau de la structure tridimensionnelle de la protéine. Sous une lumière rouge lointaine (710-850 nm), le processus est réversible pour phyB alors qu'une petite fraction des phyA (3%) reste sous forme Pfr, pouvant continuer à agir dans le noyau. Dès lors, on considère que phyB régule la photomorphogenèse sous la lumière rouge alors que phyA la régule sous le rouge lointain.
(L'ordre de grandeur de l'énergie requise aux réactions commandées par le phytochrome est relativement faible : de 20 à 100 W m−2 (pour situer l'ordre de grandeur, le Soleil donne 1 340 W/m2))[réf. souhaitée].

## Rôles des phytochromes
Ils ne sont peut-être pas tous connus, mais on sait que les phytochromes contrôlent plusieurs processus, dont :
- La photomorphogenèse (rôle majeur des phytochrome)[6] ;
- Le réglage de l'horloge interne, et le contrôle des rythmes endogènes ;
- La germination de certaines graines[6] ;
- L'induction florale, avec les plantes de jours longs et celles de jours courts ;
- Les mouvements (photonasties) et la gestion (par l'architecture du végétal) de l'occupation de l'espace, notamment dans les environnements densément plantés ou fortement marqué par les contrastes ombre/lumière (entrée d'une grotte par exemple). C'est d'abord via les phytochromes qu'une plante perçoit les changements associés à ses voisines en termes de la qualité et la quantité de la lumière. Le phytochromes sensibles au rouge lointain et à la lumière bleue (via les cryptochromes et les phototropines dans ce dernier cas) sont pour cela les plus utiles. Ces photorécepteurs lancent une signalisation (via les « Phytochrome interacting factors », des hormones et d'autres régulateurs). Ceci conduit notamment à des réponses d'évitement de l'ombre (hyponastie, allongement de la tige et du pétiole), une dominance apicale et des modifications du cycle de vie, en lien avec la communauté végétale, affectant jusqu'à la structure de la canopée, la composition en espèces et la santé de la phytocoenose. Le simple phénomène d'évitement de l'ombre a une grande importance écologique et évolutive, mais aussi agricole et sylvicole (autoélagage...)[7] ;
- La « mémorisation » ou plus précisément la thermomémorisation[8] à court terme (quelques dizaines d'heures) des conditions de température externe. Ceci permet que les températures nocturnes affectent la croissance de la plante la nuit même, mais aussi lors la photopériode suivante, grâce au phytochrome B actif (dit phyB)[9]. C'est l'une des voies par lesquelles les phytochromes ont un effet sur le taux et types de croissance des tissus ;
- La biosynthèse de diverses substances telles que la chlorophylle, les anthocyanes, les flavones, les bétacyanines, caroténoïdes et diverses autres protéines...